# Wagner Domingos
Pour les articles homonymes, voir Carvalho et Domingos (homonymie).
Wagner José Alberto Carvalho Domingos (né le 26 mars 1983 à Recife) est un athlète brésilien, spécialiste du lancer de marteau.

## Biographie
Son record est de 72,78 m réalisé à Varaždin le 29 avril 2012, record du Brésil, record qu'il porte à 75,21 m à São Bernardo do Campo le 24 août 2014. Le 30 mai 2015, il lance à 74,20 m à Slovenska Bistrica.
Le 19 juin 2016, il améliore ce record avec un lancer à 78,63 m à Celje. Toujours à Celje, en mai 2017, il établit sa meilleure performance 2017 en 77,21 m, qu'il porte dans la même ville à 77,24 m le 23 juillet 2017.

## Palmarès
| Date | Compétition                    | Lieu                 | Résultat | Marque  |
| ---- | ------------------------------ | -------------------- | -------- | ------- |
| 2005 | Championnats d'Amérique du Sud | Cali                 | 2e       | 67,33 m |
| 2006 | Championnats ibéro-américains  | Ponce                | 3e       | 66,06 m |
| 2006 | Championnats d'Amérique du Sud | Tunja                | 3e       | 67,27 m |
| 2007 | Championnats d'Amérique du Sud | São Paulo            | 3e       | 65,15 m |
| 2007 | Jeux panaméricains             | Rio de Janeiro       | 7e       | 65,27 m |
| 2008 | Championnats ibéro-américains  | Iquique              | 5e       | 66,24 m |
| 2009 | Championnats d'Amérique du Sud | Lima                 | 4e       | 67,10 m |
| 2010 | Championnats ibéro-américains  | San Fernando         | 3e       | 70,95 m |
| 2011 | Championnats d'Amérique du Sud | Buenos Aires         | 2e       | 70,65 m |
| 2011 | Jeux panaméricains             | Guadalajara          | 4e       | 70,16 m |
| 2012 | Championnats ibéro-américains  | Barquisimeto         | 2e       | 71,91 m |
| 2013 | Championnats d'Amérique du Sud | Carthagène des Indes | 1er      | 71,36 m |
| 2014 | Jeux sud-américains            | Santiago             | 1er      | 70,62 m |
| 2014 | Championnats ibéro-américains  | São Paulo            | 1er      | 74,12 m |
| 2015 | Championnats d'Amérique du Sud | Lima                 | 1er      | 71,47 m |
| 2015 | Jeux panaméricains             | Toronto              | 4e       | 73,74 m |
| 2016 | Championnats ibéro-américains  | Rio de Janeiro       | 1er      | 72,18 m |
| 2016 | Jeux olympiques                | Rio de Janeiro       | 12e      | 72,28 m |
| 2017 | Championnats d'Amérique du Sud | Luque                | 1er      | 73,79 m |
| 2018 | Jeux sud-américains            | Cochabamba           | 3e       | 72,53 m |

### Records
| Épreuve           | Performance  | Lieu  | Date         |
| ----------------- | ------------ | ----- | ------------ |
| Lancer du marteau | 78,63 m (AR) | Celje | 19 juin 2016 |